# Stefania Konopka
Stefania Konopka (ur. 14 maja 1914 r. w Kadzidle, zm. 18 czerwca 2015 r.) – wycinankarka, kurpiowska twórczyni ludowa z Puszczy Zielonej.

## Życiorys
W 1933 roku wyszła za mąż, przeprowadziła z Kadzidła do pobliskiej wsi Tatary, gdzie pracowała we własnym gospodarstwie rolnym. Sztuki ludowej uczyła się od swojej babci i teściowej (Marianny Konopki). Stefania była matką twórczyni ludowej Marii Chrostek, babcią twórczyń Wiesławy Bogdańskiej i Janiny Jaksiny, bratową Czesławy Konopkówny.
Wyspecjalizowała się w wycinankach. Tworzyła – oparte na tradycyjnym wzornictwie – gwiazdy, leluje, ptaki (głównie pawie i koguty), drzewka, wycinanki figuralne. Wykonywała bukiety kwiatów z kolorowej bibuły, palmy wielkanocne, pisanki, zabawki na choinkę, kierce (ozdoby sufitowe), świece wotywne. Wypiekała z ciasta „byśki” i „nowe latki”. Tkała, haftowała.
W 1948 roku wzięła udział w pierwszym konkursie kurpiowskiej sztuki ludowej w rodzinnym Kadzidle. Wielokrotnie uczestniczyła w ogólnopolskich konkursach sztuki ludowej: w Warszawie (1955 roku na V Światowym Festiwalu Młodzieży w Warszawie, 1968, 1971), Pułtusku (1964), Ostrołęce (1967, 1988), Płocku (1970), Łowiczu (1970), Toruniu (1979), Myszyńcu (1985) oraz w konkursach plastyki obrzędowej w Węgorzewie (1992) i Łysych (1994). Na konkursach zdobywała wyróżnienia i nagrody, często główne. Ponadto brała udział w cepeliadach i targach sztuki ludowej. Prace twórczyni Stefanii Konopki znajdują się w zbiorach muzeów etnograficznych w Warszawie, Toruniu, Płocku, Ostrołęce, Łomży. 
Od 1950 roku współpracowała z Cepelią, a wszystkie swoje prace dostarczała do spółdzielni „Kurpianka" w Kadzidle. Należała do Stowarzyszenia Twórców Ludowych. 
Za całokształt pracy twórczej otrzymała medal 40-lecia PRL. Przez ministra Kultury i Dziedzictwa Narodowego Bogdana Zdrojewskiego została 23 kwietnia 2012 roku nagrodzona nagrodą specjalną i pamiątkowym dyplomem, a 25 marca 2014 roku odznaczona brązowym Medalem Zasłużony Kulturze „Gloria Artis”.
W 2014 roku na jubileusz 100-lecia swoich urodzin Stefania Konopka zaprosiła rodzinę, przyjaciół, pracowników samorządów oraz przedstawicieli stowarzyszeń i muzeów.